# Eugène Legueult
Eugène Legueult est un sculpteur français, né le 29 septembre 1858 à Saint-Sever (Calvados) et mort le 29 juillet 1939.
Il a son atelier à Champ-du-Boult.

## Œuvres
- 1887 : Le juif errant, sculpture en plâtre, Médaille de troisième classe au Salon des artistes français, Musée municipal des Capucins (Coulommiers)[3]
- 1890 : La Bayeusaine au voile, bas-relief en argile, Musée de Vire-Normandie[2]
- 1890 : Marie-Jeanne, bas-relief en plâtre peint, Musée de Vire-Normandie[4]
- 1890 : Jean-Baptiste Say, buste en marbre[5]
- 1892 : Monument pour le combat de Saint-Melaine, Laval
- après 1918 : haut-relief au monument aux morts de Saint-Hilaire-du-Harcouët

### Galerie

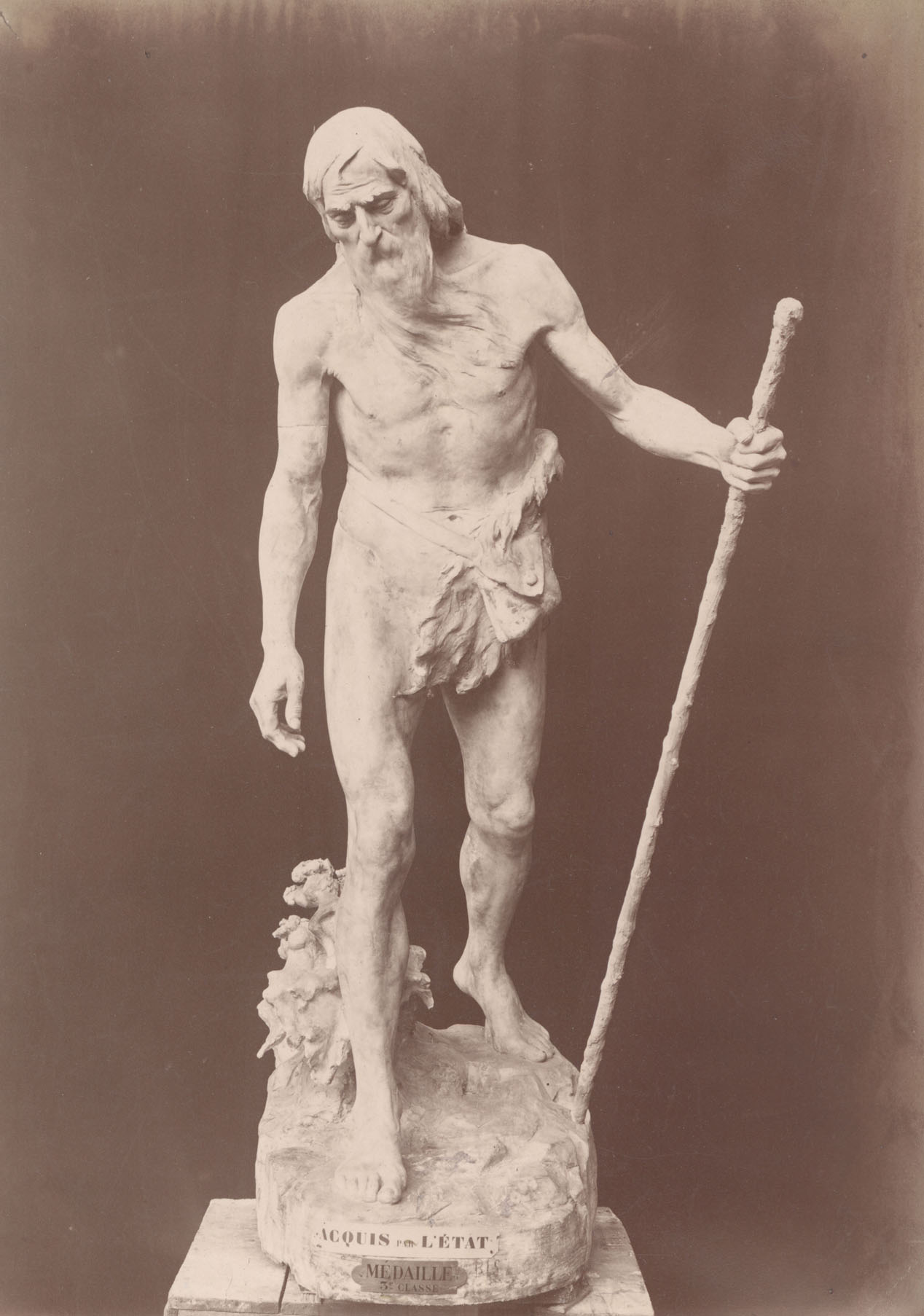
Le Juif errant.
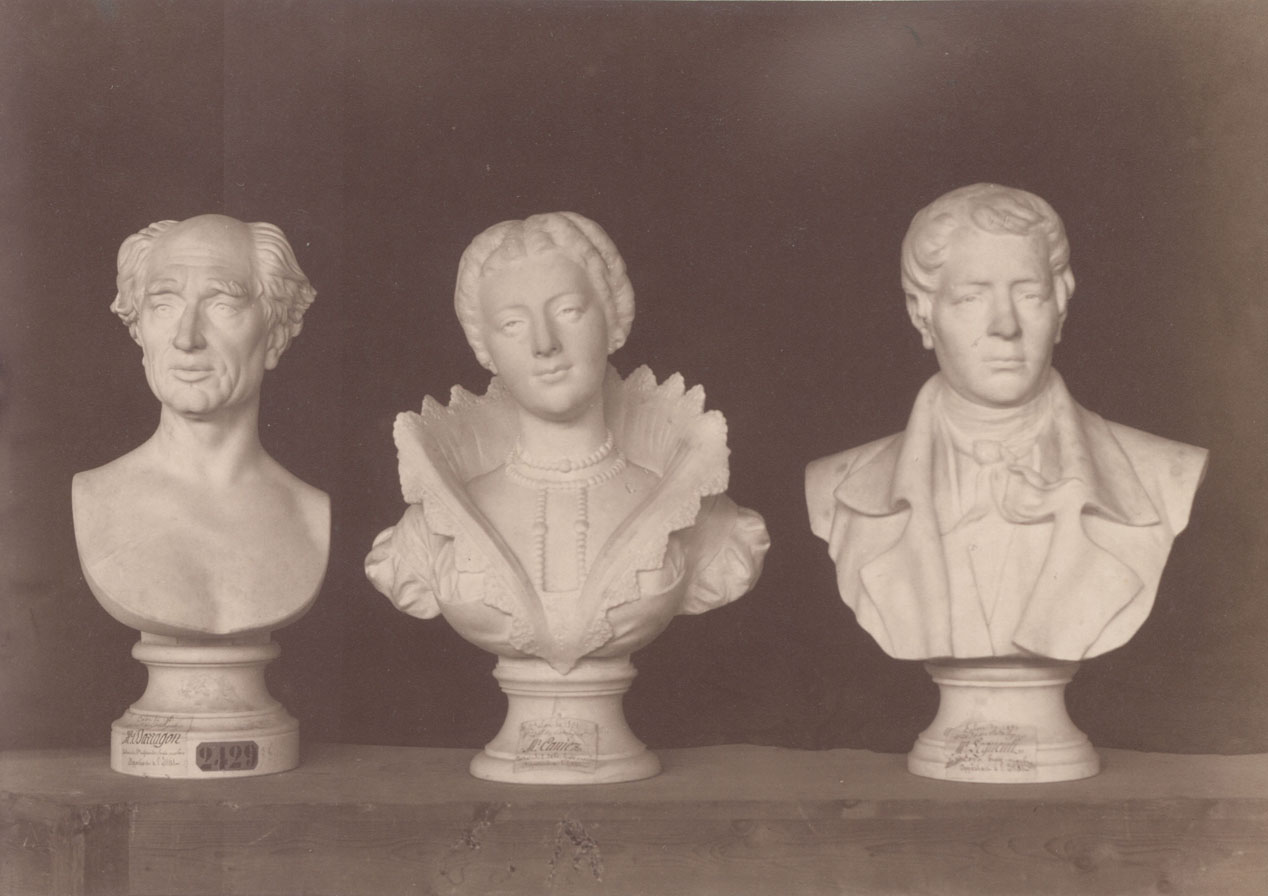
À droite, buste de Jean-Baptiste Say.
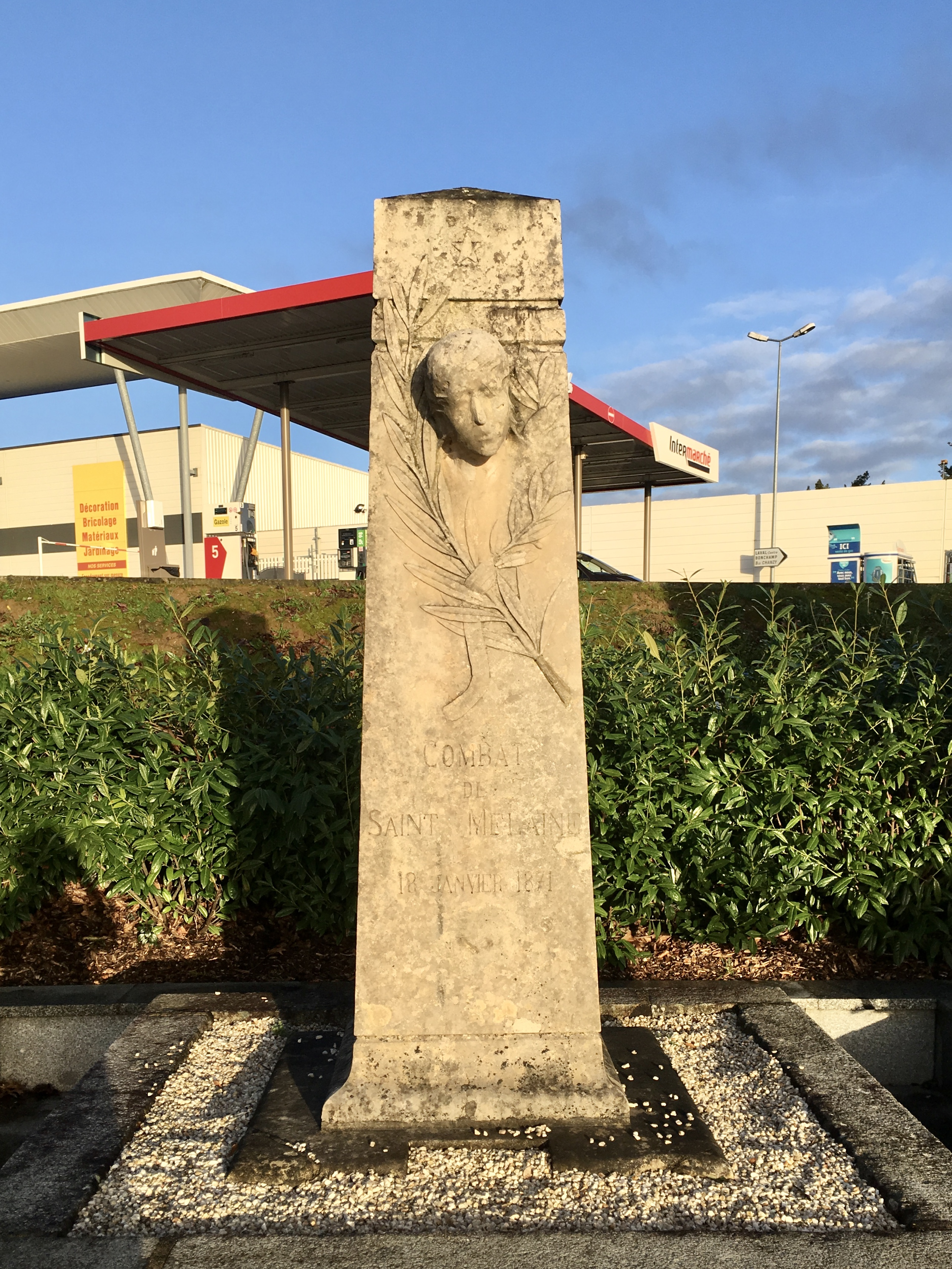
Monument commémoratif du combat de Saint-Melaine.
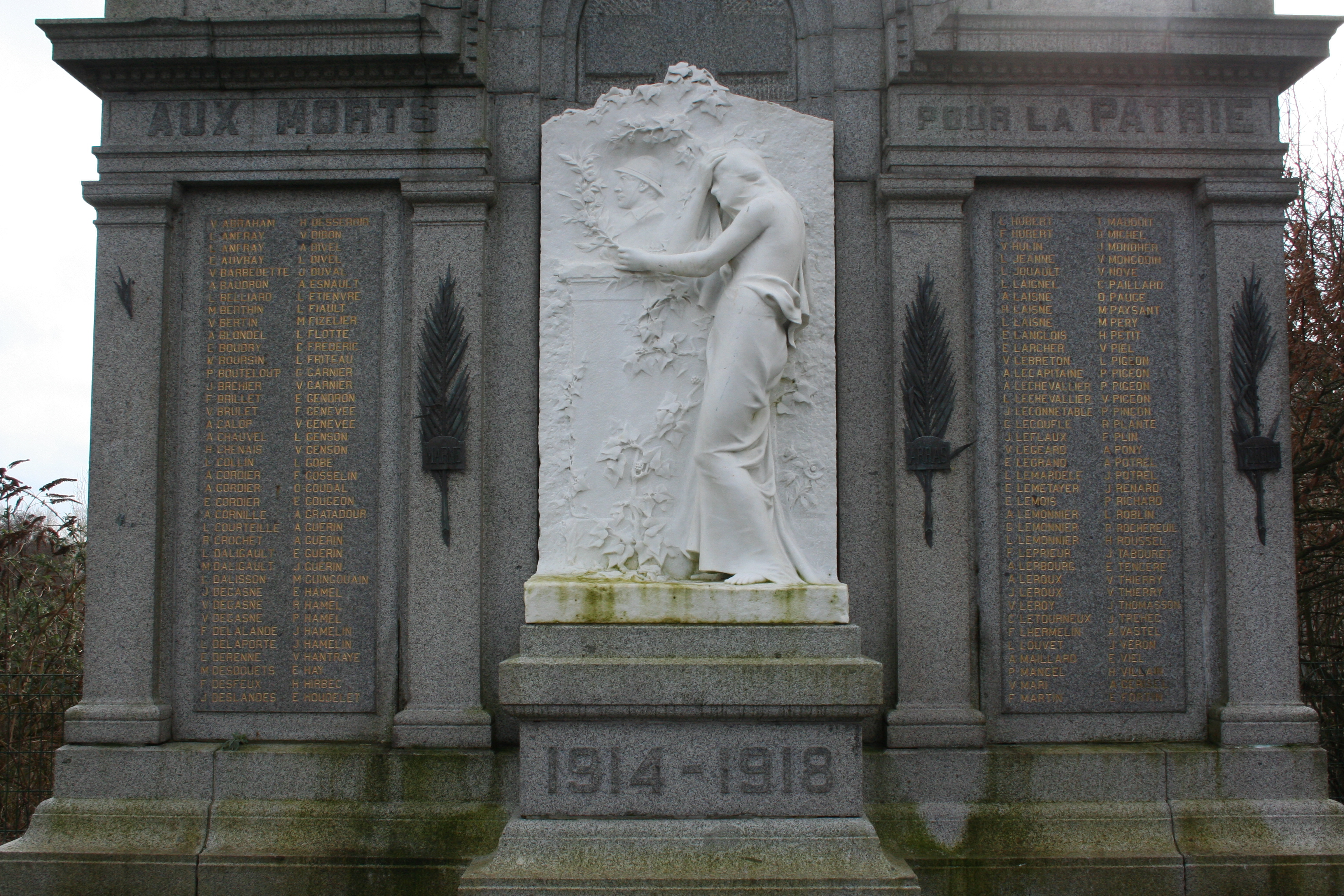
Monument aux morts de Saint-Hilaire-du-Harcouët.